# Abell 569
Abell 569 è un ammasso di galassie situato prospetticamente nella costellazione della Lince alla distanza di 269 milioni di anni luce dalla Terra (light travel time). È inserito nell'omonimo catalogo compilato da George Abell nel 1958.
È del tipo II secondo la classificazione di Bautz-Morgan. L'ammasso è costituito intorno a due separate condensazioni principali di galassie distanti circa 1,5 megaparsec. Si ritiebe possa essere un componente del superammasso di Perseo-Pesci (SCl 40).
NGC 2329 è la galassia più luminosa di Abell 569; si tratta di una galassia gigante ellittica cD, una galassia attiva sorgente di onde radio e raggi X.